# Томпсон, Джон Спэрроу Дэвид
Джон Спэ́рроу Дэ́вид То́мпсон (англ. John Sparrow David Thompson; 10 ноября 1845, Галифакс — 12 декабря, 1894, Виндзорский замок) — канадский политический деятель, юрист, профессор. Четвёртый премьер-министр Канады (5 декабря 1892 — 12 декабря 1894). Шестой премьер Новой Шотландии с 1882 года. Министр юстиции (1885). Генеральный прокурор при Саймоне Хью Холмсе. Работал в Верховном суде Новой Шотландии. Сыграл важную роль в создании юридического факультета университета Далхаузи.